# Bản tin sáng (phim truyền hình)
The Morning Show (còn được gọi là Morning Wars tại Úc), tựa Việt: Bản tin sáng; là một bộ phim truyền hình Mỹ với các diễn viên Jennifer Aniston, Reese Witherspoon, và Steve Carell, được công chiếu trên Apple TV+ vào ngày 1 tháng 11 năm 2019. Cốt truyện được lấy cảm hứng từ cuốn sách của Brian Stelter - Top of the Morning: Inside the Cutthroat World of Morning TV.